# Air Force Research Laboratory
Das United States Air Force Research Laboratory (AFRL) ist ein militärisches Forschungsinstitut der United States Air Force mit Sitz in Dayton (Ohio) und dem Air Force Materiel Command unterstellt. Es besteht seit Oktober 1997.

## Organisation
Organisationseinheiten sind:
- 711th Human Performance Wing (Wright-Patterson AFB, Ohio)
- Aerospace Systems Directorate (Wright-Patterson AFB, Ohio)
- Air Force Office of Scientific Research (Arlington, Virginia)
- Air Force Strategic Development Planning and Experimentation Office (Wright-Patterson AFB, Ohio)
- Directed Energy Directorate (Kirtland AFB, New Mexico)
- Information Directorate (Rome Research Site, New York)
- Materials and Manufacturing Directorate (Wright-Patterson AFB, Ohio)
- Munitions Directorate (Eglin AFB, Florida)
- Sensors Directorate (Wright-Patterson AFB, Ohio)
- Space Vehicles (Kirtland AFB, New Mexico)[3]

Derzeit wird dort in Zusammenarbeit mit der Industrie unter anderem das Flugzeugmuster Boeing X-51 und Kratos XQ-58A entwickelt.
Der Einheit wurde der Organizational Excellence Award vom Department of the Air Force verliehen.